# Illois, Seine-Maritime

Illois este o comună în departamentul Seine-Maritime, Franța. În 1 ianuarie 2022 avea o populație de 391 de locuitori.